# Ziempniów
Ziempniów – wieś w Polsce położona w województwie podkarpackim, w powiecie mieleckim, w gminie Czermin. Leży nad Brniem dopływem Wisły.
| SIMC    | Nazwa           | Rodzaj    |
| ------- | --------------- | --------- |
| 0648267 | Błonie          | część wsi |
| 0648273 | Chlastówka      | część wsi |
| 0648280 | Kasale          | część wsi |
| 0648296 | Ziempniów Dolny | część wsi |
| 0648304 | Ziempniów Górny | część wsi |

W latach 1975–1998 miejscowość administracyjnie należała do województwa rzeszowskiego.
Ślady osadnictwa neolitycznego (4500–1800 lat p.n.e.) i kultury łużyckiej (1200–300 lat p.n.e.), o czym świadczą przeprowadzone wykopaliska i odnalezione narzędzia krzemienne.
Wieś wzmiankowana w 1529 roku, początkowo pod nazwą Zyapynów. Szkoła istniała w 1853 roku. W dwudziestoleciu międzywojennym istniała jako szkoła powszechna.
W lutym 1846 r., w trakcie rzezi galicyjskiej zamordowano miejscowego dziedzica Józefa Gepperta.